# 上林卓司
上林 卓司（かみばやし たくじ、1968年 - ）は、青森県むつ市生まれのアルペンスキー選手である。後輩には木村公宣がいる。

## 来歴
高校1年の秋よりアメリカ合衆国Burke Mt. Academyに留学（後輩にはErik Schlopy）、卒業後はヤマハ（株）の社員選手となる。ナショナルチームシニアBチームまで上り詰め、3年間在籍。23歳で競技から引退し、YAMAHAのスタッフとなる。
現在はT.C.Sの代表取締役、スポーツユニティのスタッフを務め、ジュニアや大学生選手の育成に励む。自身が技術系の選手だったからか、SL種目を得意とする選手を多く輩出している。
中学生時代は陸上部にも所属。800m競走の選手で、青森県中学生選手権で優勝した。

## 主な競技歴
- 1990年アジア冬季競技大会男子大回転　銅メダル [1]